# コンテキストアウェアネス
コンテキストアウェアネス（Context Awareness）とは、世の中の情況を捉える技術や、それらに関する概念のこと。
例えば、部屋の中のテーブルにリンゴが載っているとする。人間では目視すれば、どの位置に、何があるかを把握できるが、コンピュータは位置や個数などの情報をデータとして入力しないと把握できない。また、そのリンゴの位置を変えたり食べたりする毎に、コンピュータ内のデータを修正しなくては行けない。
その修正や更新が1回でも損なわれた場合、実際のリンゴの情況とコンピュータ内のリンゴの情況とでは大きく差異が生まれる。
コンテキストアウェアネスは、単純ながらも膨大な量に及ぶ世の中の事象を、RFIDなどの技術を用いて人間が意識せずとも、水面下でコンピュータが能動的にデータを収集・処理を行い、情報化する技術及びそれらの概念である。

## 関連
- ユビキタス
- RFID